# Vatnahnúkur
Vatnahnúkur är en bergstopp i republiken Island. Den ligger i regionen Västfjordarna, 210 km norr om huvudstaden Reykjavík. Toppen på Vatnahnúkur är 863 meter över havet.
Trakten runt Vatnahnúkur är nära nog obefolkad, med mindre än två invånare per kvadratkilometer. Närmaste större samhälle är Ísafjörður, nära Vatnahnúkur. Trakten runt Vatnahnúkur består i huvudsak av gräsmarker.